# Heinrich Gobrecht
Heinrich Gobrecht (* 1909; † 2002) war ein deutscher Experimentalphysiker. 
Gobrecht studierte nach dem Abitur in Bremen zunächst ab 1928 Elektrotechnik und von 1931 bis 1935 Physik in Göttingen (unter anderem bei James Franck) und Marburg. Das Studium finanzierte er sich als Lokomotivheizer und Hafenarbeiter. Von 1938 bis 1945 war er Leiter der Abteilung Fernsehröhren bei Löwe-Opta in Berlin. Nach dem Krieg war er unter anderem zeitweise Bürgermeister von Oberlungwitz und baute in Arnstadt ein Fernsehröhrenwerk für Siemens auf. Er wurde 1937 an der TH Dresden in Physik promoviert (Über die Absorptions- und Fluoreszenzspektren der Ionen der Seltenen Erden in festen Körpern, insbesondere im Ultrarot).
Er war von 1948 bis zur Emeritierung 1977 Professor an der TU Berlin. Dafür verließ er fluchtartig die sowjetische Besatzungszone. Im November 1948 stand er für den Berliner Bezirk Zehlendorf auf dem 16. Listenplatz der Liberal-Demokratischen Partei Deutschlands. An der TU Berlin baute er das 2. Physikalische Institut auf und war dessen Direktor. Von 1956 bis 1959 war er Dekan der Naturwissenschaftlichen Fakultät.
Er war Herausgeber einiger Auflagen des Lehrbuchs der Experimentalphysik von Bergmann-Schaefer.

## Veröffentlichungen (Auswahl)
- Carl Ramsauer, in: Wilhelm Treue und Gerhard Hildebrandt (Herausgeber): Berlinische Lebensbilder. Naturwissenschaftler. Berlin 1987, S. 263–275.